# Clisiphontes
Clisiphontes, en ocasiones erróneamente denominado Clisophontes, es un género de foraminífero bentónico considerado un sinónimo posterior de Lenticulina de la subfamilia Lenticulininae, de la familia Vaginulinidae, de la superfamilia Nodosarioidea, del suborden Lagenina y del orden Lagenida. Su especie tipo era Clisiphontes calcar. Su rango cronoestratigráfico abarcaba el Holoceno.

## Clasificación
Clisiphontes incluye a la siguiente especie:
- Clisiphontes calcar